# Albarradones
Albarradones är en ort i Mexiko.   Den ligger i kommunen León och delstaten Guanajuato, i den centrala delen av landet, 300 km nordväst om huvudstaden Mexico City. Albarradones ligger 1 849 meter över havet och antalet invånare är 810.
Terrängen runt Albarradones är platt åt sydväst, men åt nordost är den kuperad. Runt Albarradones är det tätbefolkat, med 257 invånare per kvadratkilometer. Närmaste större samhälle är Silao, 13,3 km sydost om Albarradones. Trakten runt Albarradones består till största delen av jordbruksmark.